# Hamee
Hamee株式会社（ハミー 英: Hamee Corp.）は、神奈川県小田原市に本社を置く日本の小売・情報通信会社。

## 概要
EC自動化プラットフォーム「ネクストエンジン」の開発・提供やEコマースサイト運営の主力事業を始め、世界中のEC事業者をターゲットにした新規事業・サービスを次々と開発・展開している  。iPhone・スマートフォンケース「iFace」を製造・販売している。

## 沿革
- 1998年 - 神奈川県小田原市にてモバイル周辺アクセサリーの企画・販売・ECを目的にマクロウィル有限会社を設立
- 1999年 - 自社サイト「携帯アクセ市場」でのモバイル周辺アクセサリーのECを開始
- 1999年 - モバイル周辺アクセサリーの実店舗向けBtoB販売を開始
- 2000年 - 販売網の拡大を目的としてインターネットショッピングモール「楽天市場」へ出店
- 2001年 - グローバル展開を目的としてグローバル対応ECサイト「StrapyaWorld」開始
- 2001年 - 株式会社ストラップヤ .comへ商号及び組織変更
- 2006年 - 商号を株式会社StrapyaNextへと変更、規模の拡大に伴い本社移転（神奈川県小田原市）
- 2006年 - 自社販売サイト「ストラップヤ本店」でのモバイル周辺アクセサリーのECの販売開始
- 2007年 - EC事業者向けクラウド型バックエンドソリューションシステム「ネクストエンジン」の稼働開始
- 2008年 - 「ネクストエンジン」の外部向けサービス開始
- 2010年 - 東京都渋谷区にモバイル周辺アクセサリーBtoB販売拠点として東京事務所を設置
- 2010年 - iPhoneグッズ専門店「iPlus」を「Yahoo!ショッピング」へ出店
- 2010年 - 可愛いモバイルアクセサリー専門店「KAWAII館」を「楽天市場」へ出店
- 2011年 - 大阪府大阪市にモバイル周辺アクセサリーBtoB販売拠点として大阪事務所を設置
- 2011年 - グローバル対応ECの「Strapya World」を「AmazonUS」へ出店
- 2011年 - 韓国市場への本格進出に向けた韓国法人「Strapya Korea　Co.,Ltd.（現 Hamee Korea Co.,Ltd.）」設立
- 2013年 - Hamee株式会社へ社名変更
- 2013年 - グローバル市場への本格進出に向け米国法人「Hamee US,Corp.」設立
- 2013年 - 規模の拡大に伴い本社移転（神奈川県小田原市）
- 2013年 - 「ネクストエンジン」のAPIを公開しプラットフォームとして提供開始
- 2014年 - インターネット小売大手のAmazonが提供する、注文処理や商品の保管・発送を代行するサービス「AmazonFBA」の在庫、受注実績の状況と自社在庫の最新状況を一元的に把握できる「AmazonFBA用管理アプリ」をリリース
- 2014年 - 楽天市場の店舗URLがあれば、簡単にiPhone、iPad向けアプリが作成できる「ぽけっと店舗、略して「ポケ店」。」をリリース
- 2014年 - 「ネクストエンジン」メイン機能の受注データを活用し、在庫の分析や発注に活かすことができるアプリ「在庫サポート」をリリース
- 2014年 - 楽天市場内での検索順位を上げるための効率化ツール「楽天検索順位チェッカー」をリリース
- 2014年 - 「カスタムデータ作成」をリリース
- 2015年 - 東京証券取引所マザーズに上場
- 2015年 -「越境EC」と国内ECとの同時展開を可能にするアプリ「米Amazon（Amazon.com）用 自動連携」が、ネクストエンジン海外進出サービス第一弾としてリリース
- 2015年 - 海外展開強化の一環として台湾法人「Hamee Taiwan,Corp.」設立
- 2015年 - 自社企画商品の開発強化及び海外展開強化の一環として中国法人「Hamee Shanghai Trade Co.,Ltd」設立
- 2015年 - 韓国にて「ネクストエンジンコリア」をリリース
- 2016年 - 人工知能・機械学習を研究する「ネクストエンジンAIラボ」を新設
- 2016年 - 経済産業省・東京証券取引所の選ぶ「攻めのIT経営銘柄2016」に選定
- 2016年 - 東京証券取引所第一部に市場変更
- 2016年 - 現代人の為のアウトドアスマートフォングッズ子会社「ROOT株式会社」設立
- 2017年 - 経済産業省・東京証券取引所の選ぶ「攻めのIT経営銘柄2017」に選定
- 2018年 - 経済産業省・東京証券取引所の選ぶ「攻めのIT経営銘柄2018」に選定
- 2018年 - フォーブス アジアの選ぶ 「Forbes Asia’s 200 Best Under A Billion 2018」に選出
- 2019年 - 経済産業省・東京証券取引所の選ぶ「IT経営注目企業2019」に選定
- 2020年 - 韓国法人「Hamee Korea Co.,Ltd.」が「Hamee Global Inc.」へ社名変更
- 2023年 - 東京証券取引所スタンダード市場に市場変更